# كيلا (قبيلة)
كيلا، هي قبيلة مسلمة تتواجد في ولاية البنغال الغربية في الهند. وتعرف أيضًا باسم (مسلمي خاريا).

## الأصل
كيلا هو مجتمع من الصيادين يقطنون في منطقة ميدنابور. كانوا تقليديًا يشاركون في اصطياد الثعابين والضفادع والطيور، وهي مهنة تعتبر مهينة في المجتمعات المجاورة. وقد استمدت كلمة كيلا من كلمة كالا، وتعني نجس في اللغة البنغالية. ويعرفون أيضًا باسم مسلمي الخاريا، ويقال أنهم متحولون من طائفة الهندوسية خاريا، ويفضلون أن يعرفوا باسم خاريا.

## الظروف الحالية
وقد تخلت قبيلة كيلا الآن عن تقاليدهم القديمة، وأصبحت الأغلبية الآن من المزارعين. وهناك أقلية كبيرة تشارك أيضًا في إصلاح الأقفال، والحقائب. وتقاليد الزواج لديهم هو زواج الأقارب. وهم يعيشون في قرى متعددة الطبقات، ولكنهم يحتلون أماكن المتميزة في تلك القرى، المعروفة باسم الفقرات. هم من المسلمين السنة ويتحدثون اللغة البنغالية.